# Зуев, Сергей Николаевич
Сергей Николаевич Зуев (род. 20 февраля 1980, Североуральск) — российский футболист, игрок в мини-футбол, вратарь. Выступал за сборную России по мини-футболу. Восемь сезонов признавался лучшим вратарём российского чемпионата, а по итогам 2008 года был признан лучшим вратарём мира. Заслуженный мастер спорта России (2012).

## Биография

### До мини-футбола
Сергей Зуев родился в Североуральске — небольшом городе в Свердловской области. Когда ему исполнилось семь лет, родители отвели его в хоккейную секцию при дворовом клубе. На протяжении долгого времени Сергей играл в хоккей на позиции вратаря, выступал на различных областных соревнованиях.
Я в 14-15 лет уже играл во взрослой команде на первенстве области по хоккею. Ей на выезд надо было ехать, а вратарей нет: один запьянствовал, у другого температура сорок. Вот меня и взяли. Проиграли то ли 1:4, то ли 1:5... После этого мало чего боялся.
Ещё занимаясь хоккеем, Сергей часто играл в футбол на тренировках. А впоследствии он начал заниматься футзалом AMF (вид спорта, похожий на футзал FIFA, но немного отличающийся правилами). В составе футзального клуба «Смена» из родного города он выиграл первенство России по своему возрасту. По пути домой, на екатеринбургском вокзале его поджидал главный тренер мини-футбольной команды УПИ Сергей Банников, который предложил Зуеву поступить в УПИ и продолжить карьеру в его клубе.

### УПИ
Дебют Зуева за команду «студентов» в Высшей лиге российского мини-футбола произошёл в сезоне 1997/98. В том сезоне он провёл только два матча, зато в следующем принял участие уже в 25 матчах и даже отметился забитым голом в ворота югорского ТТГ. По ходу того сезона Сергей завоевал себе место первого вратаря команды и впоследствии лишь иногда менялся в воротах со своим коллегой по амплуа, а также соседом по общежитию Николаем Безрученко.
В 2000 году Зуев вошёл в состав студенческой сборной России на студенческий чемпионат мира в Бразилии.
Колени тряслись, пожалуй, один раз. В 2000 году это было, мы поехали со студенческой сборной в Бразилию. А они играли против нас сильнейшим составом: Вандер Кариока, Тобиаш... И в третьем матче меня выпускают в стартовом составе, на трибунах 9 с половиной тысяч зрителей - никогда столько вживую не видел. Вот тогда немного поколачивало.
Россияне выиграли на том турнире бронзовые медали, и этот успех принёс Сергею звание мастера спорта.

### Первые достижения в «ВИЗ-Синаре» и сборной
Летом 2001 года Зуев перешёл в другой екатеринбургский клуб ВИЗ. В отличие от «студентов», «визовцы» претендовали на самые высокие места. Молодой вратарь сразу же занял место в воротах. Во многом благодаря его игре ВИЗ стал вторым по итогам регулярного чемпионата и дошёл до полуфинала плей-офф. Хотя в итоге екатеринбуржцы стали лишь четвёртыми, Зуев провёл яркий сезон и был признан по его итогам лучшим вратарём чемпионата.
20 марта 2002 года Зуев дебютировал в составе первой сборной России по мини-футболу в товарищеском матче против сборной Аргентины. В августе Сергей вновь, как и два года назад, попал в состав студенческой сборной на студенческий чемпионат мира, но на этот раз россияне выиграли чемпионский титул. Именно Зуев защищал ворота команды в большинстве матчей турнира, включая финал против сборной Италии. А в конце того же года Сергей дебютировал и в официальных матчах первой сборной, заменив Алексея Евтеева в матче отбора на чемпионат Европы 2003 года против сборной Израиля.
В следующем сезоне Зуев помог «ВИЗ-Синаре» выиграть бронзовые медали и вновь был признан лучшим вратарём первенства. Аналогичная ситуация (бронза клуба и признание по итогам сезона) повторялась и в следующих двух сезонах. Затем екатеринбургский клуб дважды выиграл серебро, а в 2007 году выиграл свой первый трофей, обыграв в финале кубка России московское «Динамо». Именно Зуев защищал ворота «ВИЗ-Синары» в обоих финальных матчах и победной серии пенальти.
Параллельно с ростом в клубе Сергей твёрдо занял пост первого вратаря сборной России. Он попал в состав команды ещё на чемпионат Европы 2003 года, но тот окончился для россиян неудачно. Зато в 2005 и 2007 году сборная России выиграла соответственно серебро и бронзу европейского чемпионата, и именно Зуев был её первым вратарём на этих турнирах.

### Большие победы в России и Европе
В сезоне 2007/08 «ВИЗ-Синара» дебютировал в Кубке УЕФА по мини-футболу. С первой попытки екатеринбургскому клубу удалось преодолеть групповой этап. В полуфинале екатеринбуржцы расправились с казахстанским «Кайратом» и вышли в финал турнира, где их поджидал испанский «Эль-Посо». Основное время победителя не выявило, и его пришлось определять в серии пенальти. Сергей Зуев стал героем этой серии, отразив три пенальти и принеся своей команде титул сильнейшей в Европе.
В конце 2008 года Зуев в составе сборной отправился на первый в своей карьере чемпионат мира. Россияне заняли на нём четвёртое место, а Сергей был первым вратарём команды. Именно за его выступление на этом турнире, а также в победном Кубке УЕФА по мини-футболу, он был назван лучшим вратарём мира в 2008 году по версии «UMBRO Futsal Awards».
В сезоне 2008/09 «ВИЗ-Синаре» удалось прервать гегемонию московского «Динамо» и стать чемпионом России по мини-футболу. Повторили екатеринбуржцы свой успех и год спустя. По итогам обоих чемпионских сезонов Зуева признавали лучшим вратарём чемпионата России. Признали его лучшим и в сезоне 2010/11, когда екатеринбуржцы стали вторыми. Это сделало Сергея восьмикратным победителем в этой номинации, что является рекордным результатом.

## Достижения
- Обладатель Кубка УЕФА по мини-футболу (1): 2007/08
- Чемпион России по мини-футболу (2): 2008/09, 2009/10
- Обладатель Кубка России по мини-футболу (2): 2007, 2017
- Серебряный призёр Чемпионата Европы по мини-футболу (2): 2005, 2012
- Бронзовый призёр Чемпионата Европы по мини-футболу (1): 2007
- Полуфиналист Чемпионата мира по мини-футболу (1): 2008
- Победитель студенческого чемпионата мира по мини-футболу (1): 2002

Личные:
- Лучший вратарь мира (1): 2008
- Лучший вратарь чемпионата России (8): 2001/02, 2002/03, 2003/04, 2004/05, 2007/08, 2008/09, 2009/10, 2010/11